# Nathan Deal

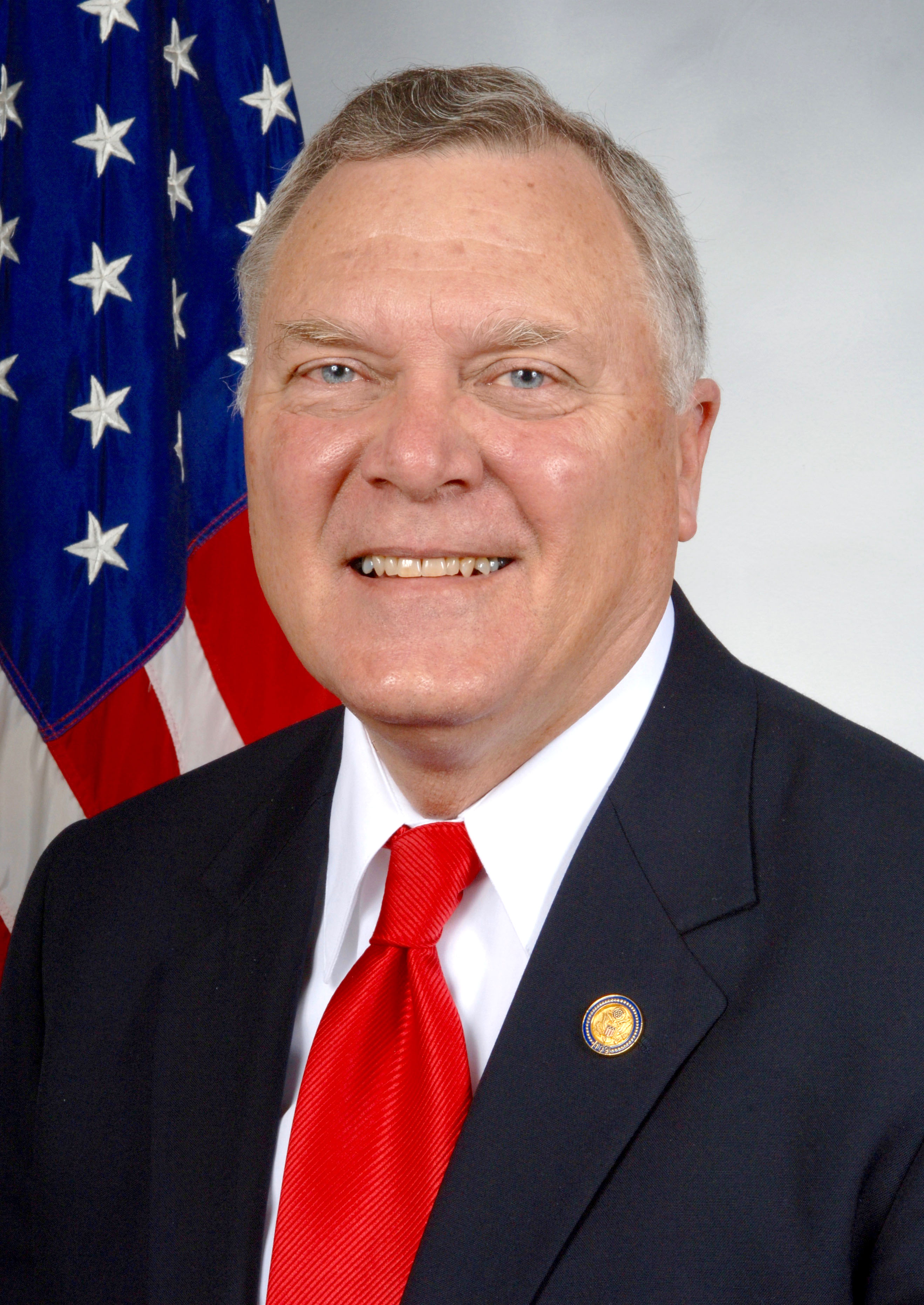
Deal, governador da Geórgia.

John Nathan Deal (Millen, 25 de agosto de 1942) é um político estadunidense. É o atual e 82º governador do estado da Geórgia, filiado ao Partido Republicano. Graduado em Direito pela Universidade Mercel, Deal sucedeu Sonny Perdue em 10 de janeiro de 2011, após vencer o candidato Roy Barnes, do partido opositório.